# Ljusnan
Ljusnan je rijeka u središnjoj Švedskoj koja teče kroz švedske pokrajine Härjedalen i Hälsingland i ulijeva se u Botnički zaljev. Na rijeci, dugoj 440 km, se nalazi 18 hidrocentrala. 2001. Ljusnan je proizvela 4,5 TWh električne energije.
Ljusnan izvire kod mjesta Ramundberget u Skandinavskom gorju na sjeverozapadu Härjedalena i teče jugoistočno prema Ljusne, 15 km južno od Söderhamna, gdje se ulijeva u Botnički zaljev. Duž rijeke se nalaze mnoga nastanjena manja mjesta, među kojima Sveg, Ljusdal i Bollnäs. Najveća pritoka Ljusnan je Voxnan, koja je ulijeva kod Bollnäsa i jezera Varpen.

## Pritoci
- Voxnan
- Florån
- Rösteån
- Partån
- Enan
- Svartån
- Ronden
- Kvarnån

## Vanjske poveznice
|  | Zajednički poslužitelj ima još gradiva o temi Ljusnan |